# Ceromya xanthosoma
Ceromya xanthosoma là một loài ruồi trong họ Tachinidae.